# Jacques Landry
Jacques Dalma Landry (nascido em 4 de dezembro de 1969) é um ex-ciclista canadense. Ele representou o Canadá nos Jogos Olímpicos de Verão de 1992 e de 1996, competindo na estrada individual, terminando em sexagésimo segundo e octogésimo oitavo respectivamente.